# Hunden der smilede
Hunden der smilede er en svensk dramafilm fra 1989 skrevet af Ulf Stark og instrueret af Rumle Hammerich.

## Handling
Kort spillefilm om en gruppe børn på ca. 14 år. De holder sammen i tykt og tyndt, og de er besværlige og uregerlige for de voksne. Men barndommen varer ikke evigt, gruppen må skilles, og der skal siges farvel til hunden King, som skal dø. Inden da tager børnene på fornemste måde afsked med hunden, da de rørende og morsomt beslutter sig for, at den skal have alle ønsker opfyldt. Hunden skal smile, og børnene får taget stilling til livet og døden.

## Medvirkende (i udvalg)
- Alexander Skarsgård som Jojjo
- Jonathan Abraham som Roffe
- Helena Österlund som Peggy
- Yvonne Schaloske som Polly
- Per Eggers som præst